# Eleições parlamentares no Turcomenistão em 2004
Eleições parlamentares foram realizadas no Turquemenistão em 19 de dezembro de 2004, com um segundo turno em sete círculos eleitorais em 9 de janeiro de 2005. Um total de 131 candidatos disputaram as 50 cadeiras, todos membros do Partido Democrático do Turcomenistão, o único partido legal do país . A participação eleitoral foi relatada em 76,88%, embora em Asgabate a baixa participação tenha levado os funcionários eleitorais a levar as urnas para as casas das pessoas.

## Resultados
| Partido                                                       | Votos     | %     | Assentos |
| ------------------------------------------------------------- | --------- | ----- | -------- |
| Partido Democrático do Turcomenistão                          | 1.915.000 | 100.0 | 50 / 50  |
|                                                               |           |       |          |
| Total                                                         | 1.915.000 | 100.0 | 50 / 50  |
| Votos nulos/brancos                                           | 0         | 0.0   | 0.0      |
| Fonte:Turkmenistan: Mejlis (Assembly): Elections held in 2004 |           |       |          |